# Moluccella
Moluccella es un género de plantas con flores y herbáceas perteneciente a la familia Lamiaceae. Comprende 32 especies descritas.

## Distribución
El área de distribución nativa de este género se extiende desde la región del Mediterráneo hasta el centro de Asia Central.

## Taxonomía
El género fue descrito por Carlos Linneo y publicado en Species Plantarum 2: 587, en 1753.

#### Etimología
Moluccella: nombre genérico que lleva el nombre de las Islas Molucas, donde se creía que se originaron las especies de plantas de este género. Es la combinación de este último nombre con el sufijo latino ella; "diminutivo".

## Especies
Comprende 8 especies aceptadas:
- Moluccella aucheri (Boiss.) Scheen, 2007
- Moluccella bucharica (B.Fedtsch.) Ryding, 2011
- Moluccella fedtschenkoana (Kudr.) Ryding, 2011
- Moluccella laevis L., 1753
- Moluccella olgae (Regel) Ryding, 2011
- Moluccella otostegioides Prain, 1891
- Moluccella sogdiana (Kudr.) Ryding, 2011
- Moluccella spinosa L., 1753